# Villeguillo
Villeguillo là một đô thị ở tỉnh Segovia, Castile và León, Tây Ban Nha. According to the 2008 census (INE), đô thị này có dân số 191 người.

## History
This village founded about 1247 for Knight Vela. It has a palace of Marquis of Herrera.